# Rhyacophila euryphylla
Rhyacophila euryphylla är en nattsländeart som beskrevs av Sun och Yang 1999. Rhyacophila euryphylla ingår i släktet Rhyacophila och familjen rovnattsländor. Inga underarter finns listade i Catalogue of Life.